# Bledeln (Adelsgeschlecht)
Die Herren von Bledeln waren ein im Hochmittelalter in Bledeln beurkundetes Geschlecht, das bereits nach wenigen Generationen ausstarb.
Die Kämpfe Heinrichs des Löwen gegen Kaiser Friedrich I. brachten nach der Ächtung des Welfen große Not und viel politische Änderungen auch in Ostfalen. Bernhard I. von Wölpe, der in Bledeln begütet war, stand auf Seiten des Löwen, ebenso wie Konrad von Lauenrode, der die Grafschaftsrechte in der sogenannten Großen Grafschaft besaß, zu der auch Bledeln gehörte. Dagegen stand das Dasseler Grafenhaus, gleichfalls im Besitz von Grundrechten in Bledeln, traditionsgemäß treu zum Kaiser. Nach dem Sturz Heinrichs des Löwen gingen die Lehen, die er vom Reich gehabt hatte, zum Teil in die Hände des Hildesheimer Bischofs über. So finden wir im Jahre 1225 Ulrich von Bledeln unter den Ministerialen des Bischofs, als Bischof Konrad, zu der Zeit Kreuzprediger, den Brüdern von Escherde die Zahlung von 100 Mark Silber und ie Lehnsanwartschaft der nächsten erledigten Güter gegen deren Verzicht auf alle Ansprüche an der Burg Winzenburg, den zerstörten Turm in Sarstedt usw. verspricht.
In einer Urkunde aus dem Jahre 1227 wird Ulrich als Ritter (miles) bezeichnet. Mit seinem gleichnamigen Sohn, Ulrich III., bezeugte er 1227 den Verkauf der Vogteirechte in Hohenhameln seitens des Edelherrn Dietrich von Depenau an Bischof Konrad von Hildesheim. Beide Vertreter des Hauses Bledeln werden als Ritter gekennzeichnet.
Ulrich II. tritt als Zeuge in Urkunden bis zum Jahre 1240 auf. Zu dieser Zeit verkaufte er 2 Hufen Land in Nienstedt, einem später wüsten Dorf, das wahrscheinlich südwestlich von Algermissen gelegen hat. Dieser Besitz ging in das Eigentum des Godehardiklosters über. Der Verkauf geschah im Einverständnis mit Ulrichs Bruder Heinrich und Ulrichs Söhnen Ulrich (Olricus), Albero und Hartbertus. Heinrich von Bledeln ist auch als Zeuge verzeichnet, als Lippold und Basil von Escherde sich für Burgmänner auf der Winzenburg, bzw. Rosenthal, erklären und sich ihren Anteil in Sarstedt bestätigen lassen (zwischen 1225 und 1247). Beide Mal wird Heinrich als Ritter bezeichnet. Weiterhin erscheint sein Name 1243, und zwar wiederum bei einem Kauf von Land seitens des Godehardiklosters, ferner zweimal im Jahre 1247 anlässlich Güterverkäufe in Clauen und noch einmal im gleichen Jahre, als ein Late des Kreuzstiftes nach jenseits der Elbe übersiedeln will, wozu er aus dem Abhängigkeitsverhältnis zum Stift entlassen werden muss und dazu Bürger zu stellen hat, dass er seine bisherigen Herrn nicht schädigen wird.
Dann ist Ritter Heinrich wieder zugegen, als 19 Hufen in Oedelum, 2 in Geitelde und 2 in der Gemarkung der Hildesheimer Dammstadt für 30 Hildesheimer Pfund aus dem Eigentum des Moritzstiftes in das des Klosters Loccum übergehen, welchem auch die Kirche in Oedelum samt dem Patronatsrecht zugesprochen wird.
Zum letzten Male ist Heinrich im Jahre 1267 nachzuweisen, als die Grafen Gebhard und Konrad von Wernigerode der Hildesheimer Domkirche das Eigentumsrecht an 6 Hufen in Groß Lobke im Tauschverfahren gegen 4 Hufen in Wackersleben abtreten. Von dem Besitz in Groß Lobke trugen Heinrich und die Söhne seines Bruders Ulrich 2 Hufen von den Grafen zu Lehen. Ulrich stand wohl in einem gleichen Verhältnis zu den Grafen von Dassel, die in Bledeln begütert waren; in einer Urkunde aus dem Jahre 1234 heißt es, dass Ulrich von Bledeln und Lippold jun. von Escherde im Treueverhältnis zum Grafen Adolf von Dassel gestanden hätte.
In den Urkunden tritt noch in der Zeit zwischen 1240 und 1246 ein Johann (Johannes) von Bledeln auf, möglicherweise derselbe, welcher 1204 als Bruder Ulrich II. genannt wird, mit seiner Mutter, Witwe Hildburg. Sie hatten einen Streit mit dem Kreuzstift in Hildesheim wegen einer Hufe Land in Bledeln. Das Stift hatte diese von ihnen schon vor längerer Zeit gekauft, jedoch war von Johann und Hildburg, man weiß nicht, aus welchem Grunde, die Herausgabe verweigert worden. Als Schiedsrichter wurde von den streitenden Parteien der Archidiakon von Lühnde angerufen. Nach dessen Entscheidung mussten den Verkäufern im Beisein „sämtlicher Lühnder Bürger“ 24 Solidi Hildesheimer Münze gezahlt werden, worauf die Hufe dem Käufer übereignet werden. Das geschah mit Zustimmung des Johannes und der Hildburg von Bledeln, sowie des Hörigen, welcher die Hufe in Nutzung gehabt hatte. Als Zeugen waren zugegen Conrad, Bernard, Thedolf und Johannes von Bledeln, Ritter Dietrich von Bolzum mit Ulrich, seinem Sohn, und Albert von Wemingen. Hermann, Propst zur Sülte und Archidiakon von Lühnde, bekräftigte die Urkunde mit seinem Siegel.
Nach den bekannten Urkunden hatten die Herren von Bledeln demnach außer dem in Bledeln gelegenen noch folgenden Besitz:
- 2 Hufen In Klein Algermissen, die für 34 Mark Silber an die Andreaskirche verkauft wurde,
- 2 Hufen in Nienstedt, die in den Besitz des Godehardikloster übergingen,
- 1 Hufe in Bledeln, welche dem Kreuzstift verkauft wurde und
- 2 Hufen in Groß Lobke, die gegen Grundeigentum der Domkirche getauscht wurde.

Weiterer Grundbesitz ist nicht nachzuweisen, da in den Urkunden natürlich nur Veränderungen in den Eigentumsverhältnissen verzeichnet sind. Beachtlich ist, dass seitens des Hauses Bledeln nur Veräußerungen von Landbesitz, nicht aber Neuerwerb festzustellen sind.
Nach dem Ausgeführten zählte das Bledelner Adelsgeschlecht zu den Hildesheimer Ministerialen. Um die zahlreichen Fehden, die im Hochmittelalter an der Tagesordnung waren, durchführen zu können, waren die Bischöfe von Hildesheim auf die Hilfe erfahrener Kriegsleute angewiesen. Darum hatten sie, wie auch die andern Fürsten, die ihrer Ministerialen (Dienstleute), zu welchen ursprünglich nur Marschall, Kämmerer, Mundschenk und Truchseß gehört hatten, bedeutend erweitert. Dadurch schuf der Bischof die für die Durchsetzung seiner Politik oder für die Verteidigung seines Bistums erforderliche Zahl von Kriegsmannen. Diese musste er jedoch für die ihm geleisteten Dienste gut belohnen. Das geschah durch die Zuweisung von Grundbesitz, der oft ganze Dörfer oder Burgen betraf.
Solche Dienstmannen hatte das Stift nicht nur in Bledeln, vielmehr waren bischöfliche Ministerialen in sehr vielen Dörfern sesshaft, so z. B. in der Umgegend in Algermissen (1143 bis mindestens 1378), Bolzum (1225 bis 1521), Wehmingen (1240 bis 1331), Wirringen (um 1190), Wätzum (1266 bis 1373), Ummeln (1209 bis 1320), Lobke (1255 bis 1397).
Obwohl sie einst unfreie Männer gewesen waren, gelang es den Ministerialen im Laufe der Zeit, eine höhere Stellung zu erreichen und ihre Unfreiheit in Vergessenheit zu bringen. Aus den Zustellungen von Grundeigentum, das zunächst auf Zeit galt, entwickelte sich erblicher Besitz. Sogar freier Adel begab sich ins Ministerialenverhältnis freiwillig, um seine wirtschaftliche Lage auf diese Weise verbessern zu können. Schließlich wurde etwa vom 13. Jahrhundert ab allmählich der Unterschied zwischen Ministerialen und dem übrigen Adel ganz verwischt.
Viele dieser bischöflichen Dienstleute mussten in den vielen Fehden hohe Blutopfer bringe; so ist es nicht verwunderlich, dass ein solches Geschlecht kometenhaft auf- und untertaucht, wie aus dem Obigen zu ersehen ist. Auch die von Bledeln zählen zu ihnen.
Herzog Albrecht vom Braunschweig-Wolfenbüttel, einer der berüchtigtsten Kriegshelden seiner Zeit, zog im Sommer 1279 mit zahlreichen Hilfstruppen auf Sarstedt zu, schoss die dortige Burg in Brand und zwang sie zur Übergabe. Viele der tüchtigsten Ritter des Stiftes sollen damals gefallen oder in Gefangenschaft geraten sein. Unter den Opfern mögen auch die Ritter von Bledeln gewesen sein. Nach einer Urkunde aus dem Jahre 1328 hat ein Scholaster Johann des Moritzstiftes in Hildesheim die Hälfte seiner Güter in Bledeln zum Nutzen der armen Scholaren bestimmt. Zweimal jährlich soll je 35 Solidi neben den andern Einkünften an würdige Schüler als Belohnung gegeben werden. Nach einer weiteren Nachricht aus dem Jahre 1357 handelte es sich um einen Grundbesitz von 3 Hufen. Möglicherweise kann dieser Johann ein letztes Mitglied des Rittergeschlechts von Bledeln gewesen sein.
Nach den Obigen ergibt sich folgende Stammtafel derer von Bledeln:
- 1.0 Odelricus (Ulrich I.), 1160/1189
- 1.1 Frithericus (Friedrich), 1160 – Bruder von 1.0
- 2.0 Odelricus (Ulrich II.), 1204/1234 – Sohn von 1.0
- 2.1 Johannes, 1209/1240 – Sohn von 1.0, Bruder von 2.0
- 2.2 Konrad, 1204 – Sohn von 1.0, Bruder von 2.0+2.1
- 3.0 Olricus (Ulrich III.), 1227/1240, Sohn von 2.0
- 3.1 Heinrich, miles, 1240/1267, Sohn von 2.0, Bruder von 3.0
- 4.0 Olricus (Ulrich IV.), 1240/1267, Sohn von 3.0
- 4.1 Albero, 1240/1267, Sohn von 3.0, Bruder von 4.0
- 4.2 Olricus, 1240/1267, Sohn von 3.0, Bruder von 4.0+4.1
- 4.3 Hartbert, 1240/1251/1267, Sohn von 3.0, Bruder von 4.0+4.1+4.2
- 5.0 Thedolf und Bernard, beide um 1240, Verwandtschaft unbekannt